# Chile en la Copa Mundial de Fútbol Sub-17 de 1997
La selección de Chile fue uno de los 16 equipos participantes en la Copa Mundial de Fútbol Sub-17 de 1997, torneo que se llevó a cabo entre el 4 y 21 de septiembre de 1997 en Egipto.
En el sorteo la Rojita quedó emparejada en el Grupo A, junto con Egipto, Alemania y Tailandia.
Correspondió a la segunda participación absoluta de Chile en la Copa Mundial sub-17.

## Jugadores
| Copa Mundial 1997     | Copa Mundial 1997      | Copa Mundial 1997 |
| Dorsal                | Jugador                | Posición          |
| --------------------- | ---------------------- | ----------------- |
| 1                     | Marcelo Jélvez         | ARQ               |
| 12                    | Patricio Vargas        | ARQ               |
| 2                     | Cristián Álvarez       | DEF               |
| 4                     | Denis Montecinos       | DEF               |
| 5                     | Pablo Díaz             | DEF               |
| 14                    | César Pino             | DEF               |
| 15                    | Rodolfo Madrid         | DEF               |
| 3                     | Claudio Maldonado      | MED               |
| 6                     | Germán Navea           | MED               |
| 8                     | Alonso Zúñiga          | MED               |
| 10                    | Milovan Mirosevic      | MED               |
| 11                    | Juan José Ribera       | MED               |
| 13                    | David Cubillos         | MED               |
| 7                     | Iván Álvarez           | DEL               |
| 9                     | Jorge Guzmán           | DEL               |
| 16                    | Manuel Villalobos      | DEL               |
| 17                    | Juan Francisco Viveros | DEL               |
| 18                    | Juan Pablo Úbeda       | DEL               |
| D.T. Vladimir Bigorra |                        |                   |

## Participación

### Fase de grupos

#### Grupo A
| Equipo    | Pts | PJ | PG | PE | PP | GF | GC | Dif |
| --------- | --- | -- | -- | -- | -- | -- | -- | --- |
| Alemania  | 7   | 3  | 2  | 1  | 0  | 5  | 1  | 4   |
| Egipto    | 5   | 3  | 1  | 2  | 0  | 5  | 4  | 1   |
| Chile     | 4   | 3  | 1  | 1  | 1  | 7  | 4  | 3   |
| Tailandia | 0   | 3  | 0  | 0  | 3  | 4  | 12 | -8  |

| 5 de septiembre de 1997, 20:30 | Chile | 0:1 (0:0) | Alemania  | Estadio Internacional, El Cairo                        |                                                        |
|                                |       |           | Adzic 81' | Asistencia: 10.000 espectadores Árbitro(s): Ian McLeod | Asistencia: 10.000 espectadores Árbitro(s): Ian McLeod |

| 7 de septiembre de 1997, 18:15 | Egipto   | 1:1 (1:0) | Chile          | Estadio Internacional, El Cairo                             |                                                             |
|                                | Abou 37' |           | Villalobos 69' | Asistencia: 75.000 espectadores Árbitro(s): Gilberto Alcalá | Asistencia: 75.000 espectadores Árbitro(s): Gilberto Alcalá |

| 10 de septiembre de 1997, 20:30 | Tailandia                     | 2:6 (1:1) | Chile                                                                              | Estadio de Ismailia, Ismailia                           |                                                         |
|                                 | Matong 45+2' · Suksomkint 82' |           | Viveros 41', 62' · Maldonado 52' (pen.) · Mirosevic 67' · Álvarez 83' · Zúñiga 89' | Asistencia: 2.500 espectadores Árbitro(s): Jacek Granat | Asistencia: 2.500 espectadores Árbitro(s): Jacek Granat |